# Giovanni Antonio Mazzuoli

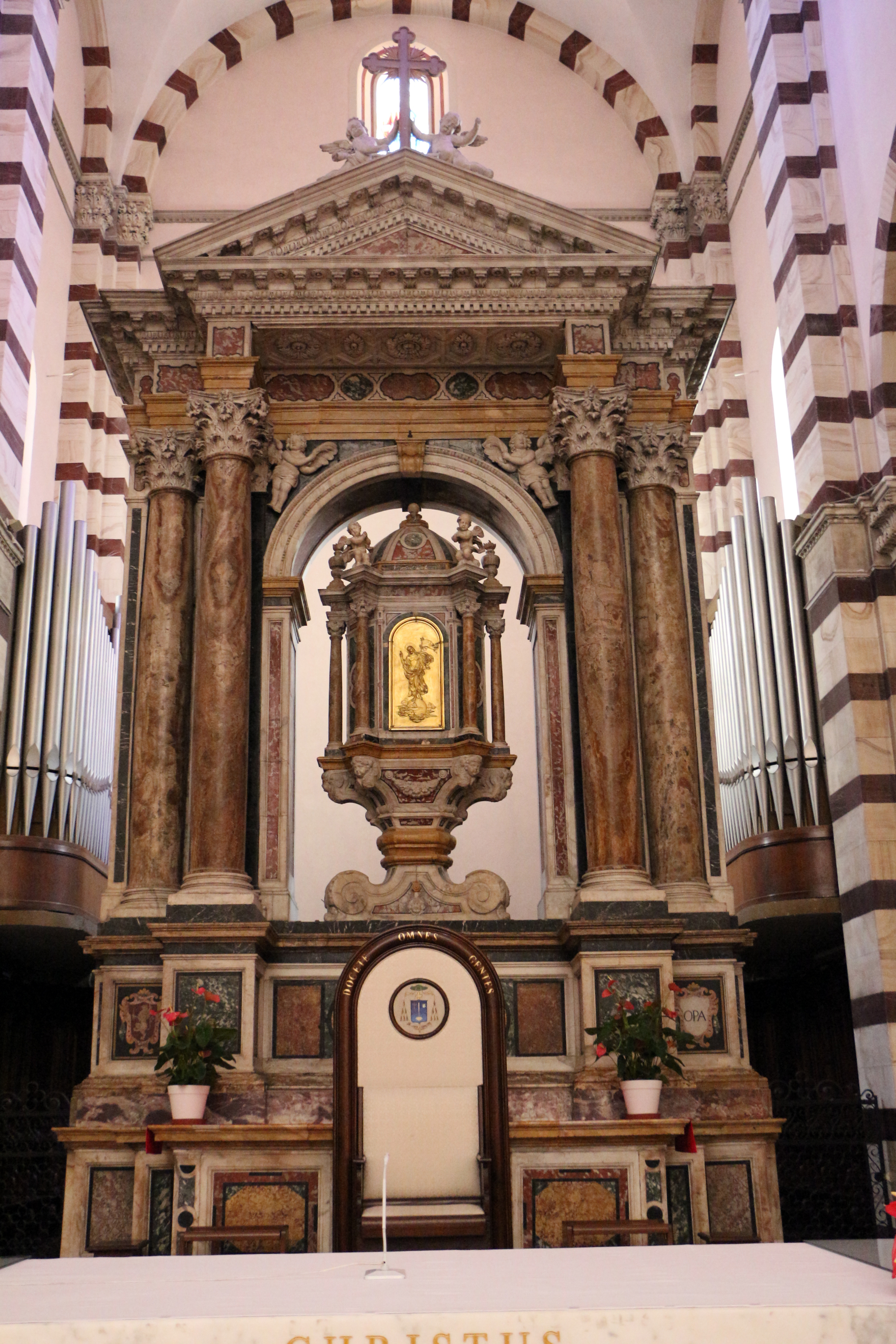
Giovanni Antonio Mazzuoli, altare maggiore (1690 ca.), duomo di Grosseto

Giovanni Antonio Mazzuoli (Siena, 1640 – Siena, 23 marzo 1714) è stato uno scultore italiano.

## Biografia
Figlio primogenito di Dionisio Mazzuoli e Maria Sanfinocchi, nacque nel 1640 a Siena, e lavorò a lungo come scultore e scalpellino per l'Opera del duomo di Siena, insieme al fratello minore Agostino. Dopo la morte della prima moglie Lucia nel 1669, si risposò l'anno successivo con Antonia Galli, con la quale ebbe numerosi figli, tra i quali gli scultori Bartolomeo e Giovanni Maria.
Tra i suoi principali contributi si ricordano: il monumento funebre di Antonio Rospigliosi nella chiesa di San Vigilio (1658); la statua di san Tommaso di Villanova nella chiesa di San Martino (1684); l'altare dell'oratorio di Sant'Antonio da Padova (1686); il Transito di san Benedetto (1693) per la perduta chiesa degli Olivetani, poi spostata in San Cristoforo; l'altare maggiore (1690 circa) e l'altare della Madonna delle Grazie (1706) del duomo di Grosseto. Effettuò varie commissioni per la famiglia patrizia dei De Vecchi.